# Annette Dorn
Annette Dorn (* 31. Oktober 1942; † 15. Dezember 2011) war eine deutsche Filmeditorin.
Annette Dorns Arbeit beim Filmschnitt begann Mitte der 1970er Jahre mit der Biografie Karl May. Zu ihren Werken gehören Theo gegen den Rest der Welt, Pappa ante portas und Otto – Der Liebesfilm. Ihre letzten Werke, Folgen der Serie Zwei Brüder, erschienen 2001.

## Filmografie
- 1974: Karl May
- 1978: Das zweite Erwachen der Christa Klages
- 1978: Keiner kann was dafür (TV)
- 1979: Schwestern oder Die Balance des Glücks
- 1979: Lena Rais
- 1980: Kaltgestellt
- 1980: Theo gegen den Rest der Welt
- 1980: Keiner hat das Pferd geküßt
- 1982: Bekenntnisse des Hochstaplers Felix Krull (Fernsehserie)
- 1983: Die Heartbreakers
- 1984: Tapetenwechsel
- 1985: Der Schneemann
- 1985: Gambit (TV)
- 1987: Das falsche Wort
- 1987: Der Madonna-Mann
- 1988: Faust – Vom Himmel durch die Welt zur Hölle
- 1989: Eurocops (Fernsehserie, 2 Folgen)
- 1989: African Timber
- 1991: Pappa ante portas
- 1992: Gudrun
- 1992: Otto – Der Liebesfilm
- 1993: Morlock  (Fernsehserie, 1 Folge)
- 1993: Justiz
- 1995: Die Sturzflieger
- 1997: Der Schrei der Liebe
- 1998: Julia – Kämpfe für deine Träume! (TV)
- 2000–2001: Zwei Brüder (Fernsehserie, 3 Folgen)